# Démographie de l'Alsace

Blason de l'Alsace.

Au 1er janvier 2019, le nombre d’habitants de la région d’Alsace était estimée à 1 884 150 habitants (contre 1 879 265 en 2018), dont 1 121 407 dans le Bas-Rhin et 762 743 dans le Haut-Rhin. Le rythme de croissance démographique de la région (+ 0,4 % dans le Bas-Rhin et + 0,3 % dans le Haut-Rhin par rapport à 2018) est égal à celui de la moyenne nationale mais supérieur à celui du Grand Est (+ 0,1 %).

## Évolution de la population
| Années | Population au 1er janvier | Population au 1er janvier | Population au 1er janvier |
| Années | département du Bas-Rhin   | département du Haut-Rhin  | Total Alsace              |
| ------ | ------------------------- | ------------------------- | ------------------------- |
| 1801   | 450 238                   | 303 773                   | 754 011                   |
| 1851   | 587 434                   | 494 147                   | 1 081 581                 |
| 1861   | 577 574                   | 515 802                   | 1 093 376                 |
| 1872   | 600 406                   | 458 873                   | 1 059 279                 |
| 1881   | 612 015                   | 461 942                   | 1 073 957                 |
| 1891   | 621 505                   | 471 609                   | 1 093 114                 |
| 1901   | 659 432                   | 495 209                   | 1 154 641                 |
| 1911   | 700 938                   | 517 865                   | 1 218 803                 |
| 1921   | 651 686                   | 468 943                   | 1 120 629                 |
| 1936   | 711 830                   | 507 551                   | 1 219 381                 |
| 1946   | 673 281                   | 471 705                   | 1 144 986                 |
| 1954   | 707 934                   | 509 647                   | 1 217 581                 |
| 1962   | 770 150                   | 547 920                   | 1 318 070                 |
| 1968   | 827 367                   | 585 018                   | 1 412 385                 |
| 1975   | 882 121                   | 635 209                   | 1 517 330                 |
| 1982   | 915 676                   | 650 372                   | 1 566 048                 |
| 1990   | 952 158                   | 670 652                   | 1 622 810                 |
|        |                           |                           |                           |
| 1995   | 994 932                   | 692 543                   | 1 687 475                 |
| 1999   | 1 025 033                 | 707 555                   | 1 732 588                 |
| 2000   | 1 032 519                 | 712 169                   | 1 744 688                 |
| 2001   | 1 040 738                 | 716 952                   | 1 757 690                 |
| 2002   | 1 048 669                 | 721 864                   | 1 770 533                 |
| 2003   | 1 056 353                 | 726 407                   | 1 782 760                 |
| 2004   | 1 063 706                 | 731 281                   | 1 794 987                 |
| 2005   | 1 070 474                 | 735 595                   | 1 806 069                 |
| 2006   | 1 076 997                 | 739 998                   | 1 816 995                 |
| 2007   | 1 084 840                 | 742 408                   | 1 827 248                 |
| 2008   | 1 091 015                 | 746 072                   | 1 837 500                 |
| 2009   | 1 094 439                 | 748 614                   | 1 843 053                 |
| 2010   | 1 095 905                 | 749 782                   | 1 845 687                 |
| 2018   | 1 125 559                 | 764 030                   | 1 889 589                 |
| Années | département du Bas-Rhin   | département du Haut-Rhin  | Total Alsace              |

La densité de population en Alsace est de 228 habitants au km2, largement supérieure à la moyenne métropolitaine de 118 habitants au km2, mais légèrement inférieure à la valeur de 232 habitants au km2 rencontrée en Allemagne voisine.
Source : INSEE ,,.

## Mouvement naturel de la population
Chiffres fournis par l’INSEE,,.
| Département | 2000   | 2000   | 2000  | 2004   | 2004   | 2004  | 2005   | 2005   | 2005  | 2006   | 2006   | 2006  |
| Département | Naiss. | Décès  | Solde | Naiss. | Décès  | Solde | Naiss. | Décès  | Solde | Naiss. | Décès  | Solde |
| ----------- | ------ | ------ | ----- | ------ | ------ | ----- | ------ | ------ | ----- | ------ | ------ | ----- |
| Bas-Rhin    | 13 706 | 8 232  | 5 474 | 12 828 | 7 775  | 5 053 | 13 195 | 8 080  | 5 115 | 13 388 | 8 165  | 5 223 |
| Haut-Rhin   | 9 190  | 6 052  | 3 138 | 8 945  | 5 609  | 3 336 | 8 912  | 5 678  | 3 232 | 9 324  | 5 626  | 3 698 |
| Alsace      | 22 896 | 14 284 | 8 612 | 21 773 | 13 384 | 8 389 | 22 107 | 13 758 | 8 349 | 22 712 | 13 791 | 8 921 |

## Fécondité par département
Le nombre moyen d’enfants par femme ou indice conjoncturel de fécondité a évolué comme suit pour chaque département et pour l’ensemble de la région :
| Département           | Fécondité 1999 | Fécondité 2000 | Fécondité 2001 | Fécondité 2002 | Fécondité 2003 | Fécondité 2004 | Fécondité 2005 |
| --------------------- | -------------- | -------------- | -------------- | -------------- | -------------- | -------------- | -------------- |
| Bas-Rhin              | 1,67           | 1,73           | 1,69           | 1,65           | 1,67           | 1,66           |                |
| Haut-Rhin             | 1,79           | 1,83           | 1,85           | 1,82           | 1,87           | 1,87           |                |
| Alsace                | 1,71           | 1,76           | 1,75           | 1,71           | 1,74           | 1,74           |                |
| France métropolitaine | 1,79           | 1,87           | 1,88           | 1,87           | 1,87           | 1,90           | 1,92           |

## Immigration

### Étrangers et immigrés en Alsace
Par immigré on entend quelqu’un résidant en France, né étranger à l’étranger. Il peut être devenu français par acquisition ou avoir gardé sa nationalité étrangère. Par contre le groupe des étrangers est constitué par l’ensemble des résidents ayant une nationalité étrangère, qu’ils soient nés en France ou hors de France.
Les enfants de couples étrangers nés en France sont étrangers mais deviennent Français à leur majorité, s’ils ne désirent pas conserver leur nationalité d’origine. Cependant, dès l’âge de 13 ans, les parents peuvent demander la nationalité française pour leur enfant, avec son accord (sous condition d’avoir résidé cinq ans en France). De plus le mineur de 16 ans accomplis peut faire la demande d’acquisition anticipée de la nationalité sans l’accord de ses parents et sous les mêmes conditions de durée de résidence en France.
|                                              | Effectifs début 1990 en Alsace | Effectifs début 1999 | Effectifs début 1999  | Évolution Alsace 1990-1999 | Effectifs à la mi-2004 | Effectifs à la mi-2004 | Évolution Alsace 1999-2004 |
| France métropolitaine                        | Effectifs début 1990 en Alsace | Alsace               | France métropolitaine | Évolution Alsace 1990-1999 | Alsace                 |                        | Évolution Alsace 1999-2004 |
| -------------------------------------------- | ------------------------------ | -------------------- | --------------------- | -------------------------- | ---------------------- | ---------------------- | -------------------------- |
| Étrangers                                    | 128 700                        | 3 260 000            | 126 799               | -1 900                     | 3 510 000              | 139 500                | +12 700                    |
| -- Étrangers nés en France                   | 33 100                         | 510 000              | 23 434                | -9 700                     | 550 000                | 23 000                 | -400                       |
| -- Étrangers nés à l'étranger                | 95 600                         | 2 750 000            | 103 365               | +7 800                     | 2 960 000              | 116 500                | +13 100                    |
| Immigrés                                     | 127 800                        | 4 306 094            | 147 871               | +20 100                    | 4 930 000              | 179 100                | +31 100                    |
| -- Français par acquisition nés à l’étranger | 32 300                         | 1 560 000            | 44 506                | +12 300                    | 1 970 000              | 62 600                 | +18 000                    |
| -- Étrangers nés à l’étranger                | 95 500                         | 2 750 000            | 103 365               | +7 800                     | 2 960 000              | 116 500                | +13 100                    |

### Répartition des immigrés par région du monde et pays d’origine
Les chiffres suivants ont été arrondis par l'INSEE. Ils montrent l'évolution des différentes origines des immigrés en Alsace entre le recensement de 1999 et la mi-2004.
| Origine                        | 1999    | 2004    | Évolution |
| ------------------------------ | ------- | ------- | --------- |
| Europe hors Turquie            | 73 500  | 81 000  | +7 500    |
| -- Allemagne                   | 21 000  | 23 500  | +2 500    |
| -- Portugal                    | 11 500  | 11 000  | -500      |
| -- Italie                      | 13 500  | 13 500  | 0         |
| -- Espagne                     | 5 000   | 5 500   | +500      |
| -- Autres pays de l’ex-UE à 15 | 6 000   | 6 500   | +500      |
| -- Suisse                      | 4 500   | 6 000   | +1 500    |
| Afrique                        | 40 500  | 53 000  | +12 500   |
| Maghreb                        | 32 500  | 41 000  | +8 500    |
| -- Algérie                     | 13 500  | 18 000  | +4 500    |
| -- Maroc                       | 15 500  | 19 000  | +3 500    |
| -- Tunisie                     | 3 500   | 4 000   | +500      |
| Afrique hors Maghreb           | 8 000   | 12 000  | +4 000    |
| Asie                           | 31 000  | 41 000  | +10 000   |
| -- Ex-Indochine                | 4 500   | 4 500   | 0         |
| -- Turquie                     | 22 000  | 28 500  | +6 500    |
| Amérique et Océanie            | 2 500   | 3 500   | +1 000    |
| Total                          | 148 000 | 179 000 | +31 000   |

### Acquisitions de la nationalité française parmi les immigrés
L'INSEE nous fournit la proportion d'immigrés en Alsace ayant acquis la nationalité française à la mi-2004 :
| Pays d'origine          | Immigrés de nationalité française en % | Immigrés de nationalité française en % | Immigrés de nationalité française en % |
| Pays d'origine          | Hommes                                 | Femmes                                 | Ensemble                               |
| ----------------------- | -------------------------------------- | -------------------------------------- | -------------------------------------- |
| Allemagne               | 15                                     | 35                                     | 26                                     |
| Portugal                | 25                                     | 31                                     | 28                                     |
| Italie                  | 35                                     | 38                                     | 36                                     |
| Espagne                 | 30                                     | 30                                     | 30                                     |
| Suisse                  | 21                                     | 36                                     | 29                                     |
| Pologne                 | 68                                     | 68                                     | 68                                     |
| Algérie                 | 34                                     | 37                                     | 35                                     |
| Maroc                   | 41                                     | 43                                     | 42                                     |
| Tunisie                 | 41                                     | 47                                     | 43                                     |
| Vietnam, Laos, Cambodge | 77                                     | 68                                     | 72                                     |
| Turquie                 | 25                                     | 25                                     | 25                                     |
| Total                   | 33                                     | 37                                     | 35                                     |

### Répartition des naissances par nationalité de la mère
Chiffres de l'INSEE pour l'année 2004 :
|                              | Ensemble | Françaises | Étrangères | Étrangères | Étrangères | Étrangères | Étrangères | Étrangères | Étrangères |
| Total étrangères             | Ensemble | Françaises | Algérie    | Espagne    | Italie     | Portugal   | Maroc      | Tunisie    |            |
| ---------------------------- | -------- | ---------- | ---------- | ---------- | ---------- | ---------- | ---------- | ---------- | ---------- |
| Bas-Rhin                     | 12 828   | 11 082     | 1 746      | 162        | 19         | 12         | 39         | 264        | 32         |
| Haut-Rhin                    | 8 945    | 7 657      | 1 288      | 255        | 6          | 20         | 38         | 165        | 29         |
| Alsace                       | 21 773   | 18 739     | 3 034      | 417        | 25         | 32         | 77         | 429        | 61         |
| -- dont naissances légitimes | 13 444   | 10 909     | 2 535      | 384        | 20         | 25         | 49         | 403        | 58         |
| -- naissances hors mariage   | 8 329    | 7 830      | 499        | 33         | 5          | 7          | 28         | 26         | 3          |

Avec 3 034 naissances pour 139 500 personnes, le groupe des étrangers affiche un taux de natalité de 21,75 ‰, contre 11,25 ‰ pour les résidents français. Mais ce taux doit être analysé d’après les différentes nationalités composant la catégorie des étrangers. On peut calculer ainsi qu’il est nettement plus important pour les Africains et les Turcs notamment.
À noter que les naissances hors-mariage sont nettement moindres parmi les étrangères que parmi les Françaises, et particulièrement peu nombreuses chez les femmes maghrébines, surtout tunisiennes, phénomène que l’on retrouve dans les autres régions de France et en particulier en Île-de-France.

## Les mariages
En 2004, on a enregistré 8 333 mariages en Alsace, dont :
- 6 852 entre deux conjoints français ;
- 216 entre conjoints étrangers ;
- 624 mariages mixtes entre époux français et épouse étrangère ;
- 641 mariages mixtes entre épouse française et époux étranger.

On assiste comme partout en France à un important mélange de population française et étrangère, puisque sur 1 697 conjoints étrangers ayant contracté un mariage, 1 265 (soit plus ou moins 74 %) l’avaient fait dans des mariages mixtes.
Ventilation des mariages mixtes
|                  | Total mariages mixtes | Nationalité du conjoint étranger | Nationalité du conjoint étranger | Nationalité du conjoint étranger | Nationalité du conjoint étranger |
| Italienne        | Total mariages mixtes | Espagnole                        | Portugaise                       | Algérienne                       |                                  |
| ---------------- | --------------------- | -------------------------------- | -------------------------------- | -------------------------------- | -------------------------------- |
| Époux français   | 624                   | 18                               | 8                                | 13                               | 55                               |
| Épouse française | 641                   | 25                               | 12                               | 33                               | 133                              |

Source : .

## Aires urbaines principales
Les populations suivantes se réfèrent aux aires urbaines dans leur extension définies lors du recensement de 1999.
| Aires urbaines     | Date du recensement | Date du recensement | Date du recensement |
| Aires urbaines     | 1982                | 1990                | 1999                |
| ------------------ | ------------------- | ------------------- | ------------------- |
| Strasbourg         | 540 993             | 568 964             | 612 104             |
| Mulhouse           | 255 422             | 261 619             | 271 024             |
| Colmar             | 106 256             | 109 653             | 116 268             |
| Saint-Louis (Bâle) | 72 563              | 77 183              | 83 732              |
| Haguenau           | 51 793              | 53 889              | 59 894              |
| Thann - Cernay     | 29 891              | 30 436              | 31 309              |
| Guebwiller         | 27 385              | 28 152              | 30 738              |

## La langue alsacienne
L’alsacien ou langue alsacienne est la deuxième plus importante parmi les langues régionales de France, après l’occitan. C’est une des variantes de la famille de dialectes alémaniques parlé à l’est des Vosges, avant tout dans le haut-bassin du Rhin, en Suisse alémanique, en Alsace, dans l’extrême ouest de l’Autriche et dans le land allemand de Bade-Wurtemberg.